# Fernanda Peleja Patrício
Fernanda Peleja Patrício (Aljustrel, 5 de Outubro de 1929 — Coimbra, 8 de Outubro de 2000) foi uma política revolucionária antifascista portuguesa, professora e deputada à Assembleia Constituinte da III República Portuguesa e à Assembleia da República Portuguesa pelo Partido Comunista Português na I Legislatura, em 1976 e 1979.
Dirigente do Movimento Democrático de Mulheres. Fundadora de um dos primeiros grupos femininos de cante alentejano da era moderna, o Grupo Coral do Movimento Democrático de Mulheres.

## Biografia

#### Juventude
Nasce no bairro de Vale d’Oca, construído para alojar os mineiros da mina de Aljustrel, numa família pobre, filha de Manuel Patrício, um dos fundadores do Sindicato Mineiro, e de Evangelina Maria Gomes. Tem seis irmãos mais novos.
Torna-se regente escolar de educação primária a 23 de Outubro de 1950, com funções equiparadas às dos professores primários. É suspensa por motivos políticos no ano lectivo de 1959/1960 e impedida de voltar a ensinar até à Revolução dos Cravos em 1974.

### Actividade Política
Integra e torna-se posteriormente dirigente do Movimento Democrático de Mulheres. Em Maio de 1974 integra a Comissão Administrativa da Câmara Municipal de Aljustrel. O seu trabalho tem grande repercussão no núcleo do Movimento Democrático de Mulheres de Aljustrel fundado em 1975.

### Deputada

#### Assembleia Constituinte
Eleita pelo Círculo de Beja nas eleições de 25 de Abril de 1975 para a Assembleia Constituinte nas listas do Partido Comunista Português. A sua intervenção é dedicada à igualdade de direitos entre mulheres e homens, despertando discordâncias entre as várias bancadas parlamentares.
No Dia Internacional da Mulher de 1976, a 9 de Março, é a primeira mulher a intervir na Assembleia Constituinte, assinalando a data e o trabalho das mulheres pela sua emancipação da condição de marginalização, o papel fundamental das mulheres nas conquistas revolucionárias como a Reforma Agrária, evocando Maria Isabel Aboim Inglês e a luta pelo direito a não trabalhar mais que 8 horas por dia.

#### Assembleia da República
Eleita na I Legislatura da Terceira República Portuguesa deputada à Assembleia da República por duas vezes, em 1976 e 1979, é lembrada por outros deputados como Georgette Ferreira, como "uma mulher sensível e atenta aos problemas dos trabalhadores, das mulheres e das crianças, uma mulher estudiosa, participante e responsável. Uma pessoa que vivia com grande alegria consciente".

### Regresso a Aljustrel
Regressa ao ensino em 1980, na Escola do Monte das Mestras no concelho de Almodôvar. É eleita pouco tempo depois vereadora a tempo inteiro na Câmara Municipal de Aljustrel, cargo que exerce até 1982. Em 1983 são-lhe confiadas funções administrativas na Delegação Escolar de Aljustrel. É eleita Presidente da Junta de Freguesia de Aljustrel, função que desempenha entre 1986 a 1989.
Funda a 8 de Março de 1987 aquele que viria a ser um grupo pioneiro de Cante alentejano feminino, durante muitos anos vedado às mulheres, o Grupo Coral do Movimento Democrático de Mulheres. Dedicou-se também ao teatro, no o 1º Grupo de Teatro de Aljustrel.

## Legado
É homenageada com a Medalha de Mérito Municipal Dourada.
É atribuído o seu nome a uma rua de Aljustrel.
«Tive ocasião de descobrir, a par da sua inteligência e visão política, o seu carácter firme
e generoso, a sua capacidade de dádiva, o seu amor aos deserdados, aos pobres, aos que a 
ditadura obscurantista condenava à ignorância. E o seu orgulho de mulher…. Fica connosco a 
lembrança do seu olhar afectuoso, da sua constante militância, da esperança que ela irradiava»
Urbano Tavares Rodrigues

## Ligações Externas
- Página de Fernanda Peleja Patrício na página da Assembleia da República Portuguesa